# Ivo Daneu

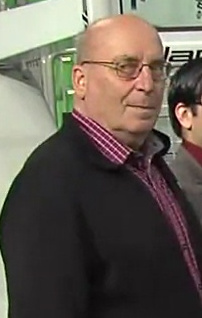
Ivo Daneu (2013)

Ivo Daneu (* 6. Oktober 1937 in Maribor, Jugoslawien) ist ein ehemaliger jugoslawischer Basketballspieler, der 1970 Weltmeister und 1968 Olympiazweiter war.

## Sportliche Karriere
Der 1,83 m große Ivo Daneu begann seine Karriere bei Branik Maribor. Von 1956 bis 1970 spielte er bei KK Union Olimpija in Ljubljana, 1970/1971 war er Trainer bei Olimpija. Mit Olimpija war er 1957, 1959, 1961, 1962, 1966 und 1970 jugoslawischer Meister.

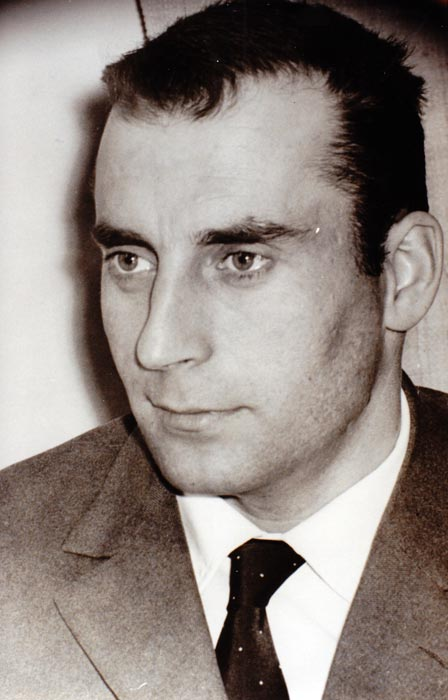
Ivo Daneu (1968)

Daneu wirkte von 1956 bis 1970 in 209 Spielen der Jugoslawischen Nationalmannschaft mit. Bei der Europameisterschaft 1957 belegten die Jugoslawen den sechsten Platz, 1959 waren sie Neunte. Bei den Olympischen Spielen 1960 in Rom belegten die Jugoslawen den sechsten Platz. Daneu wirkte in 8 Spielen mit und erzielte 79 Punkte.
Bei der Europameisterschaft 1961 in Belgrad unterlagen die Jugoslawen im Finale der Mannschaft aus der Sowjetunion mit 53:60, gewannen aber erstmals eine Medaille bei Europameisterschaften. Daneu warf 112 Punkte in neun Spielen, 18 davon im Finale. Bei der im Mai 1963 ausgetragenen Weltmeisterschaft in Brasilien gab es eine Finalrunde mit sieben Mannschaften. Jugoslawien unterlag den Brasilianern deutlich mit 71:90, besiegte aber die Mannschaften aus den Vereinigten Staaten und aus der Sowjetunion jeweils mit zwei Punkten Vorsprung. Damit gewann Jugoslawien die Silbermedaille. Daneu steuerte in neun Spielen 107 Punkte bei. Im Oktober 1963 wurde in Breslau die Europameisterschaft 1963 ausgetragen. Jugoslawien unterlag im Halbfinale den polnischen Gastgebern, besiegte aber im Kampf um Bronze die Ungarn. Daneu erzielte 125 Punkte in neun Spielen. 1964 fand in Tokio das olympische Basketballturnier statt. Die Jugoslawen belegten in ihrer Vorrundengruppe den dritten Platz hinter den USA und Brasilien und erreichten letztlich den siebten Platz. Daneu warf 109 Punkte in neun Spielen.
Bei der Europameisterschaft 1965 in der Sowjetunion siegte die Mannschaft des Gastgebers im Finale mit 58:49 über die Jugoslawen. Daneu erzielte 107 Körbe in neun Spielen, davon acht im Finale. 1967 bei der Weltmeisterschaft in Uruguay gab es wieder eine Finalrunde mit sieben Mannschaften. Die Mannschaft aus der Sowjetunion gewann das Turnier und war damit die erste Weltmeistermannschaft aus Europa. Dahinter erreichten mit Jugoslawien, Brasilien und den Vereinigten Staaten drei Mannschaften vier Siege in der Finalrunde. Die Jugoslawen hatten gegen die Sowjetunion und gegen Uruguay verloren, aber Brasilien und die USA geschlagen. Wegen des direkten Vergleichs erhielten die Jugoslawen die Silbermedaille. Daneu erzielte in neun Spielen 126 Punkte. Er wurde als Most Valuable Player des Weltmeisterschaftsturniers ausgezeichnet und Ende 1967 zum Sportler des Jahres in Jugoslawien gewählt.
Bei den Olympischen Spielen 1968 in Mexiko-Stadt belegten die Jugoslawen in der Vorrunde den zweiten Platz hinter der Mannschaft aus den Vereinigten Staaten. Nach einem Halbfinalsieg über die Sowjetunion verloren die Jugoslawen das Finale gegen das US-Team. Daneu warf in sieben Spielen 99 Punkte, davon 16 im Finale. Im Jahr darauf erreichten die Jugoslawen das Finale der Europameisterschaft 1969 in Italien und unterlagen mit 72:81 gegen die Sowjetunion. Daneu erzielte in sechs Spielen 49 Punkte, davon zehn im Finale. Zum Abschluss seiner Karriere nahm Ivo Daneu 1970 an der Weltmeisterschaft in Jugoslawien teil. Die Finalrunde mit sieben Mannschaften fand in Ljubljana statt. Jugoslawien gewann fünf von sechs Spielen und unterlag nur im letzten Spiel der Sowjetunion, zu diesem Zeitpunkt standen die Jugoslawen aber bereits als Weltmeister fest. Daneu kam nur in vier Spielen zum Einsatz und erzielte acht Punkte.
2007 wurde Ivo Daneu in die FIBA Hall of Fame aufgenommen.